# Vera Molnár

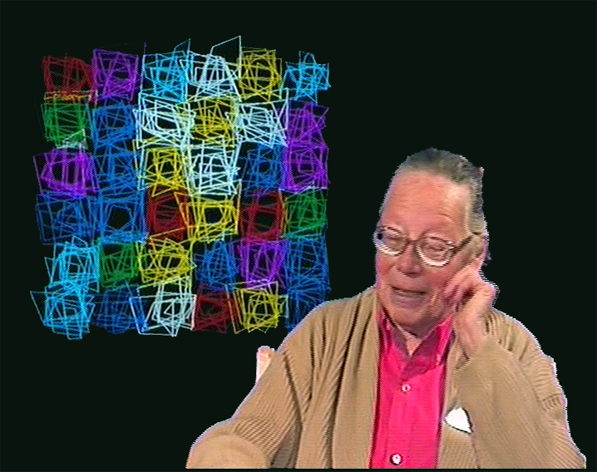
Vera Molnár (1996)

Vera Molnár (geboren als Vera Gacs 5. Januar 1924 in Budapest; gestorben 7. Dezember 2023 in Paris) war eine französische Medienkünstlerin ungarischer Herkunft. Als Künstlerin aus dem Feld der konstruktiv-konkreten Kunst gilt sie als bedeutende Pionierin der Computerkunst.

## Leben
Vera Gacs wurde 1924 in Budapest geboren. Bereits als Kind beschäftigte sie sich mit der systematischen Untersuchung ihrer Umwelt und den daraus resultierenden visuellen Experimenten. Sie studierte von 1942 bis 1947 Malerei, Kunstgeschichte und Ästhetik an der Ungarischen Akademie der Bildenden Künste in Budapest. Seit dieser Zeit beschäftigte sie sich besonders mit der abstrakten, geometrisch-konstruktiven Malerei, ihre Arbeiten sind seit 1946 gegenstandsfrei und selbstbezüglich. Nach einem Stipendienaufenthalt in Rom zog sie 1947 nach Paris.

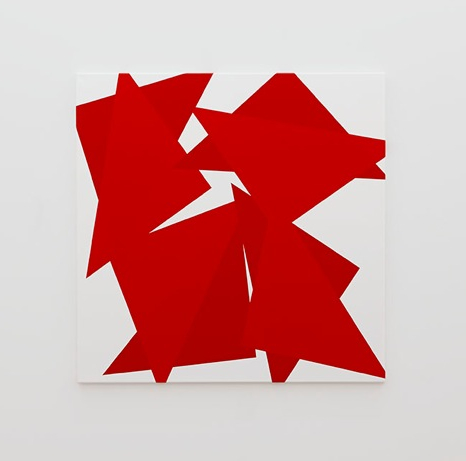
Vera Molnár: Clairdorn W6W0172

Von 1959 bis 1968 arbeitete sie nach der méthode imaginaire: Ausgehend von Quadraten und Punkten in diesen Quadraten stellte sie Regeln auf und variierte diese mit kleinen Abweichungen. Dabei entstanden serielle Werke, die ihre Spannung aus „1 Prozent Unordnung“ aufbauen.
1960 war sie eines der Gründungsmitglieder der GRAV – Groupe de Recherche d’Art Visuel, 1967 beteiligte sie sich an der Gründung der Gruppe Art et Informatique am Pariser Institut für Ästhetik und Kunstwissenschaften. 1968 entstanden ihre ersten computergenerierten Kunstwerke, in den Jahren 1974 bis 1976 entwickelte sie gemeinsam mit ihrem Mann das Computerprogramm MolnArt. 1976 fand in der Galerie des London Polytechnic ihre erste Einzelausstellung statt. 1979 nahm sie am Kunstfestival Ars Electronica teil. Von 1985 bis 1990 war sie Lehrbeauftragte im Fachbereich Bildende Kunst und Kunstwissenschaft an der Universität Sorbonne in Paris. 2006 begründete sie die Open Structures Art Society (OSAS) in Budapest mit.
Sie heiratete 1948 den ungarischen Künstler François Molnár (1922–1993). Vera Molnár starb am 7. Dezember 2023 in Paris, weniger als einen Monat vor ihrem 100. Geburtstag.

## Werk
„Um meine Forschungsserien wirklich systematisch zu verarbeiten, verwendete ich zunächst eine Technik, die ich ‚machine imaginaire‘ nannte. Ich stellte mir vor, ich hätte einen Computer. Ich entwarf ein Programm, und dann, Schritt für Schritt, realisierte ich einfache, begrenzte Serien, die aber in sich abgeschlossen waren, also keine einzige Formkombination ausließen.“
Molnar gilt als Vordenkerin und Pionierin der Computerkunst bzw. generativen Kunst. Der Computer als Werkzeug erleichterte ihre Arbeit und ermöglichte es ihr, in „unvorstellbare“ Bildwelten einzutauchen. Seit 1968 verwendete sie Computerprogramme als künstlerisches Medium, um formale Systeme und Handlungsabfolgen zu entwickeln, die als bestimmende Syntax den Formen, Linien und Farbwerten ihres zeichnerischen und malerischen Werks zu Grunde liegen.
Als Meilenstein gilt dabei das gemeinsam mit ihrem Mann erstellte Computerprogramm Molnart. Die in der Programmiersprache Fortran geschriebene Software ermöglicht nach eigenen Angaben der Künstlerin ein „systematisches bildhaftes Experimentieren“ („expérimentation picturale systématique“). Während ihr Zeitgenosse Harold Cohen sein Programm AARON als eigenständiges Kreativmedium sah, sagte Molnar über ihre Computernutzung: „Ich setze den Computer ein, um verschiedene Formen zu kombinieren, in der Hoffnung, dass dieses Instrument mir hilft die Grenzen von Lernen, Kulturerbe, Umwelteinflüsse; kurz gesagt: das soziale Umfeld, was als unsere zweite Haut angesehen werden muss, zu überwinden.“
Durch die Einbeziehung des Computers in ihr künstlerisches Schaffen setzte sie sich zudem konzeptionell mit Fragen über Originalität und Reproduktion auseinander. Diese führten sie zum Diskurs, in welchem Verhältnis das Werk in Abhängigkeit vom Autor steht. Ihre seriellen Arbeiten beschränken sich auf wenige Formen und eine reduzierte Farbpalette, die auf zahlreiche Strukturen variiert wird. Sie analysiert die jeweiligen Variationsschritte digital und bestimmt sie mathematisch.
Später experimentierte Molnar mit dem Tintenstrahldrucker, sie gab zu viel Tinte ein, um dicke Ränder von schwarzen Balken auf Papier zu bringen. So wurde das Weiß des Papiers in „überlappenden Anordnungen“ in unterschiedlicher Farbtiefe eingefärbt. So spielte sie in ihrem Werk mit der Abweichung, dem Zufall und dem Unberechenbaren.
Molnár kann auf zahlreiche Ausstellungen in Europa, USA und Japan zurückblicken. Etliche ihrer Arbeiten befinden sich in öffentlichen und privaten Sammlungen, so zum Beispiel in der Sammlung Marli Hoppe-Ritter im Museum Ritter. Im September 2005 erhielt sie für ihr Lebenswerk den mit 20.000 Euro dotierten internationalen Preis für digitale Kunst [ddaa] d.velop digital art award des Digital Art Museums in Berlin.

## Auszeichnungen
- 2007: Ordre des Arts et des Lettres
- 2010: Aufnahme in die Stiftung für Konkrete Kunst und Design Ingolstadt
- 2011: Verdienstorden der Republik Ungarn[6]
- 2012: Verdienstorden der Ehrenlegion: Ernennung zum Chevalier de l’ordre de la Légion d’honneur[22]
- 2018: Ehrenpreisträgerin des Prix AWARE[23]

## Ausstellungen

### Einzelausstellungen (Auswahl)
- 1976 „transformations“, Polytechnic of Central, London
- 1977 Gallerie Ferm, Malmö
- 1979 Atelier de recherche estetique/Eglise du St.Sepulcre Caen / Fiatal Müveszek Klubja Budapest
- 1981 „(un)ordnungen“, Freie Universität Berlin / Credit Agricole Caen/Galleri Ferm Malmö
- 1983 Galleri Sankt Olof Norrköping
- 1984 „rechteckaufbau“, Galerie Circulus Bonn / „creatic“, Cirque Divers Lüttich / „ostinato“ Galerie 30 Paris/Studio X Neapel
- 1988 „dialogue entre emotion et methode“, Galerie-Atelier „E“ Zürich (Ausstellungsgestaltung: Wilfried Maret, Vernissage-Referat: Max Bill)
- 1989 „rouges“, Städtische Galerie Gennevilliers / Galerie Emilia Suciu Karlsruhe / Foundation Vasarely, Aix-en-Provence / Institut Hongrois Paris
- 1990 Museum moderner Kunst Otterndorf/Galerie St. Johann Saarbrücken / Vasarely-Museum Budapest / Stiftung für Konkrete Kunst Reutlingen
- 1991 „neun quadrate“, Gesellschaft für Kunst und Gestaltung Bonn / „Les gothiques“, Galerie St. Charles de Rose Paris
- 1992 „Frühe Arbeiten“, Galerie St. Johann Saarbrücken
- 1994 März Galerien Mannheim-Ladenburg / „ordres et (dés) ordres“, Wilhelm-Hack-Museum Ludwigshafen / „géometries du plaisir – plaisir des géometries“, Gesellschaft für Kunst und Gestaltung Bonn
- 1994 „Géométrie du plaisir“ Gesellschaft für Kunst und Gestaltung, Bonn
- 1995 „De l’esprit à l’œuvre“ Musée d’Art et d’Histoire, Cholet, Frankreich
- 1996 „Tango“ Musée d’Art et d’Histoire, Cholet, Frankreich
- 1996 „Ligne“ Musée Ernst, Budapest, Ungarn
- 1997 „Salon Liszt: Lettres de ma mère“ Institut Hongrois, Paris
- 1997 „Tango“ Château Bouchemaine, Frankreich
- 1998 „Sensibilité numérique“, Vismara Arte, Mailand, Italien
- 1999 Espace Gustave-Fayet, Sérignan, Frankreich
- 1999 „Extrait de 100'000 milliards de lignes“, Le Credax, Ivry, Frankreich
- 2000 „Lettres de ma mère“, Centre d’Art C.A.M.A.C. Marnay, Frankreich
- 2000 Centre d’Art Contemporain, Bouvez-Ladubay, Saumur, Frankreich
- 2001 „Fragments de méandres“ Institut Culturel de Hongrie, Stuttgart
- 2001 „Peintures, Collages, Dessins“ Musée de Grenoble, Frankreich
- 2003 „Vera Molnar“ Musée Municipal, Győr, Ungarn
- 2004 „Greques, après tremblement de terre“ Artothèque, Auxerre, Frankreich
- 2004 „Vera Molnar“ – Als Quadrat noch ein Quadrat war… Rétrospective pour son 80ème anniversaire, Wilhelm-Hack-Museum, Ludwigshafen
- 2004 Vera Molnar et Julije Knifer, lignes et méandres, Fondation pour l’art contemporain Claudine et Jean-Marc Salomon, Alex, Frankreich
- 2005 Vera Molnar et Marta Pan, Thèmes et variations, Musée des Beaux-Arts de Brest, Frankreich
- 2006 „Monotonie, symétrie, surprise“, Kunsthalle Bremen
- 2006 „Parallelen“, Vera Molnar & MCB Adde, Galerie La Ligne, Zürich, Schweiz
- 2006 Rétrospective à la Kunsthalle de Brème
- 2007 „Car je n’aime pas la couleur verte“, Musée des beaux-arts de Rouen, Frankreich
- 2008 Digital Art Museum, Berlin
- 2008 Museum Vasarely, mit François Morellet, Budapest, Ungarn
- 2008 Hommage an Paul Klee, Galerie La Ligne, Zürich, Schweiz
- 2009 FRAC LORRAINE METZ, Vera Molnar „Perspectives et Variations“, Metz, Frankreich
- 2010 Ode to the West Wind – Installation und Bilder, galerie linde hollinger, Ladenburg, Deutschland
- 2010 Entre les Lignes, avec MCB Adde, Galerie La Ligne, Zürich, Schweiz
- 2012 Unbekannte Welten. Das Abenteuer Konstruktivismus, mit Rita Ernst, galerie linde hollinger, Ladenburg, Deutschland
- 2012 Rétrospective 1942/2012, Musée des beaux-arts de Rouen, Frankreich
- 2013/14 Im Linienland, mit Erwin Steller, galerie linde hollinger, Ladenburg, Deutschland
- 2014 DAM Gallery, Berlin, Solo, Jubiläumsausstellung zu ihrem 90. Geburtstag
- 2014 Museum für Konkrete Kunst, Ingolstadt
- 2014 Galerie La Ligne, Zürich / Jubiläumsausstellung zu ihrem 90. Geburtstag
- 2015 „(Un)Ordnung. (Dés)Ordre“, Museum Haus Konstruktiv, Zürich (5. Februar 2015)
- 2015 Recherche d’art visuel, galerie linde hollinger, Ladenburg, Deutschland
- 2019 Co-Exhibition Museum MuDA Zürich & Galerie La Ligne,[24] Zürich (Schweiz) – D'autres lignes
- 2020 „Promenades en carré“, Museum Ritter, Waldenbuch
- 2022 Unterbrechungen – Lücken Leopold-Hoesch-Museum, Düren

### Gruppenausstellungen (Auswahl)
- Chance as Strategy, Vasarely Museum Budapest, Ungarn
- Think Line 2, Galerie [DAM], Berlin
- ERRE, variations labyrinthiques, Centre Pompidou-Metz, Frankreich
- Im Fokus: Die 1950er bis 1970er Jahre, Museum Ritter, Waldenbuch
- elles@centrepompidou, Centre Pompidou, Paris, Frankreich